# Kapliczka z upadkiem Chrystusa pod krzyżem w Czorsztynie

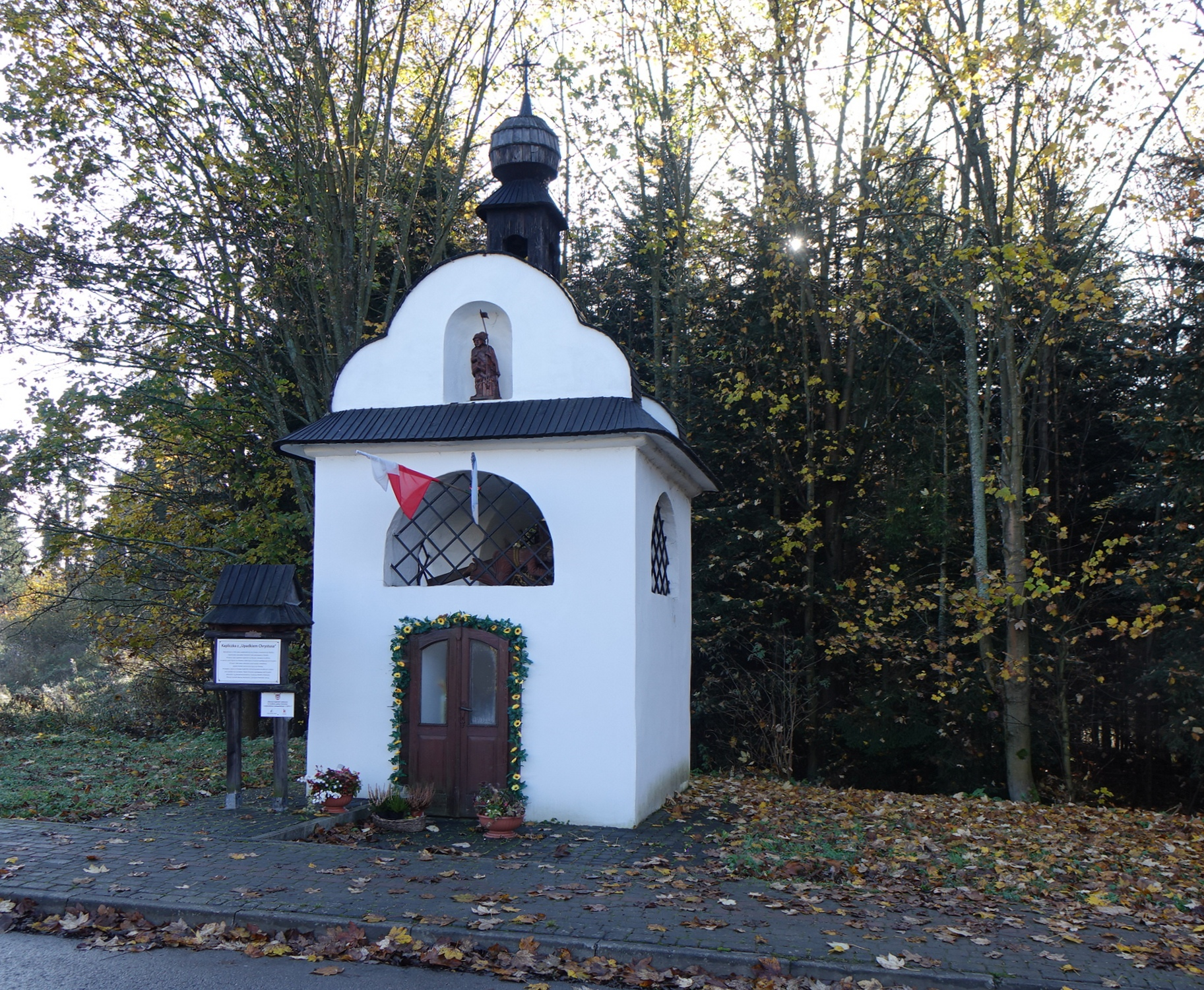

Kapliczka z upadkiem Chrystusa w Czorsztynie – kapliczka w miejscowości Czorsztyn w województwie małopolskim, w powiecie nowotarskim, w gminie Czorsztyn.
Kapliczka znajduje się przy głównej drodze wiodącej ze Snozki Zameckiej do drogi Krośnica – Sromowce Wyżne, na skrzyżowaniu dróg we wschodniej części miejscowości (skrzyżowanie ul. Polnej i Zamkowej). Wybudowana została w XVIII wieku w innym miejscu – przy drodze z Czorsztyna do Niedzicy, naprzeciwko czworaków dworskich. Przeniesiono ją na obecne miejsce, gdyż z powodu budowy zapory wodnej w Niedzicy znalazłaby się pod wodą.
Jest to murowana kapliczka z dachem krytym gontami i wznoszącą się nad nim dzwonnicą. Jest trzykondygnacyjna. Na górnej kondygnacji znajduje się figurka św. Floriana, na środkowej Chrystusa upadającego pod krzyżem, na dolnej ołtarzyk. W latach 1980. figurka została skradziona, wycięto także obraz z ołtarzyka. Na zlecenie konserwatora z Krakowa figurę Chrystusa odnowiono, a nowy obraz do ołtarzyka namalował mieszkaniec Czorsztyna. Rekonstrukcja kapliczki obejmowała także uzupełnienie elewacji i rekonstrukcję dzwonnicy.